# Grafton Manor
Grafton Manor är ett engelskt country house som ligger i Bromsgrove i Worcestershire, West Midlands i England (ungefär 21 kilometer nordost om Worcester). Det byggdes någon gång före normandernas erövring av England. Den L-formade byggnaden dateras till tidigt 1500-tal och byggdes om 1567 av earlen av Shrewsbury. En eldsvåda under 1710 förstörde delar av herrgården och den restaurerades 1860 (av David Brandon) och under senare delen av 1900-talet.
| ”                                            | Plenti and grase ti in this plase whyle even man is plesed in his degre there is both pease and uniti. Salaman saith there is none acorde when every man would be a lorde. | „ |
| – Text som står på en fris på Grafton Manor. | |   |

Flera familjer har ägt Grafton Manor under årens gång:
- Earl Edwin, före normandernas erövring av England.
- Roger, 1086.
- de Grafton, 1166–1350.
- Thomas Beauchamp, 1350–1351.
- John de Hastings, 1367–1368.
- Stafford, ?–1486.
- Talbot, ?–1618.
- Earlerna av Shrewsbury, 1618–1934.
- Alfred Murray-Willis, 1934–1945.
- Morris, 1945–idag.

Det användes som ett vårdhem under 1900-talet innan det blev en restaurang och ett hotell under 1980, vilket det är än idag.